# Phil Cordell
Phil Cordell (Londen 17 juli 1947 – 31 maart 2007) was een Brits muzikant, die voornamelijk bekendheid kreeg in Duitsland en Zwitserland. Midden jaren 60 speelde hij in de groep Tuesday’s Children. In 1971 had hij onder de groepsnaam Springwater een grote hit met de titel I will return, dat in Zwitserland de eerste plaats haalde. Vervolgens kwam er een studioalbum onder de naam Springwater. Daarna werd het even stil, totdat hij in 1974 onder de titel Dan the banjo man wederom succes had. Er kwamen vervolgens nog twee albums, maar verder succes bleef uit.

## Discografie
- 1972: album Springwater
- 1977: soloalbum Born again

### Singles
- 1973: Dan the banjo man
- 1974: Black magic
- 1975: Red river valley

## Tuesday’s Children
In 1966 bracht het de single When you walk in the sand/High and drifting uit. Tuesday’s Children bestond toen uit Cordell, Mike Ware (gitaar), Paul Kendrick (basgitaar) en Derrick Gough (drums). Een jaar later volgde Strange light form the east/That’ll be the day (van Buddy Holly). Vervolgens verliet Cordell de band en hergroepeerde Tuesday’s Children zich en kwam met Baby’s gone, Ain’t you got a heart en She. Verdere opnamen bleven op de plank liggen. De band wijzigde haar naam in Czar.

## Discografie
- 1970: Czar

### NPO Radio 2 Top 2000
| Nummer met noteringen in de NPO Radio 2 Top 2000 | '99  | '00  | '01  | '02  |
| ------------------------------------------------ | ---- | ---- | ---- | ---- |
| I Will Return                                    | 1323 | 1216 | 1721 | 1560 |

1. ↑  Een vetgedrukt getal geeft de hoogste notering aan.
2. ↑  Deze tabel is bijgewerkt tot en met de laatste editie (2024).

- Gemeinsame Normdatei: 106892652X
- MusicBrainz: 34469ab6-392e-49d3-bd2f-2b447c95096c
- Virtual International Authority File: 315523902